# Netelia rogersi
Netelia rogersi là một loài tò vò trong họ Ichneumonidae.